# 16P/Brooks
16P/Brooks, ook bekend als Brooks 2, is een komeet ontdekt door William Robert Brooks op 7 juli 1889. Hoewel hij geen beweging zag kon hij de volgende dag vaststellen dat deze verplaatst was.
Op 1 augustus 1889 ontdekte Edward Emerson Barnard dat de komeet uit twee stukken bestond ("B" en "C") die op ongeveer 1 and 4,5 boogminuten verwijderd waren van elkaar. De volgende dag ontdekte hij nog 4 stukken die de dag erna echter niet meer zichtbaar waren. Op 4 augustus werden nog eens 2 stukken ("D" en "E") gezien. "E" verdween de nacht erop en "D" de week erop.
Midden augustus groeide "B" en werd zwakker en verdween uiteindelijk begin september. "C" kon men blijven zien tot midden november 1889. Tot de verschijning van de grote komeet volledig weg was op 13 januari 1891 heeft men geen nieuwe kernen meer ontdekt.
Men gelooft dat de komeet gebroken werd door de passage door de Rochelimiet van Jupiter in 1886
Sindsdien is de komeet zwakker van licht en zijn er geen aparte kernen meer gezien.